# Diêm Vũ
Diêm Vũ (tiếng Trung: 閻宇; bính âm: Yan Yu; ? - 263?), tự Văn Bình (文平), là tướng lĩnh nhà Quý Hán thời Tam Quốc trong lịch sử Trung Quốc.

## Cuộc đời
Diêm Vũ quê ở quận Nam, Kinh châu, có tài cán cùng công lao. Cuối những năm Diên Hi (238 - 257), Diêm Vũ thay Trương Biểu giữ chức Lai Hàng đô đốc. Diêm Vũ làm người cần cù, xử sự tinh tế, noi theo phép cũ của Mã Trung mà cai trị Nam Trung, đạt được nhiều uy vọng cùng chính tích, nhưng chung quy không bằng được Mã Trung. Hoắc Dặc lúc này giữ chức Tòng quân dưới trướng Vũ.
Năm 257, Diêm Vũ được thăng làm Hữu đại tướng quân, Hoắc Dặc thay thế Vũ làm giám quân, An nam tướng quân. Năm 258, Vĩnh An đô đốc Tông Dự bị bệnh, phải trở về Thành Đô. Đúng thời điểm đó, bên Đông Ngô, Tôn Lâm cầm quyền, bài trừ dị kỷ, Phiêu kỵ tướng quân của Ngô là Thi Tích lo sợ nước Ngô xảy ra nội loạn, bí mật viết thư cho triều đình Quý Hán. Nhân cơ hội đó, Hậu chủ phong Diêm Vũ thay Tông Dự làm Vĩnh An đô đốc, dẫn 5.000 quân đóng giữ Ba Đông để quan sát, nhưng sau đó Tôn Lâm bị diệt, việc không tới đâu. Cùng năm, Thượng thư lệnh Trần Chi chết, Hoàng Hạo bắt đầu chuyên quyền. Tuyên tín hiệu úy La Hiến vì không hùa theo Hạo mà bị biếm làm thái thú quận Ba Đông. Diêm Vũ tuy rằng nịnh bợ Hoàng Hạo nhưng lại coi trọng tài năng của Hiến, bổ nhiệm Hiến làm Lĩnh quân, làm cấp phó của mình.
Năm 262, Hoàng Hạo, Gia Cát Chiêm cho rằng Khương Duy nhiều lần cầm quân nhưng không lập được chiến công nào, định dùng Diêm Vũ thay thế Khương Duy. Khương Duy ban đầu tức giận, muốn giết Hoàng Hạo, nhưng sau đó thấy Hoàng Hạo nhiều vây cánh nên lui về Đạp Trung làm đồn điền. Năm 263, quân Ngụy xâm nhập, Hậu chủ lệnh cho Diêm Vũ đem quân đến phía tây cứu viện. Diêm Vũ lưu lại 2.000 quân cho La Hiến phòng ngự Vĩnh An, còn bản thân đem số quân còn lại đến Thành Đô. Không lâu sau, Gia Cát Chiêm làm mất Miên Trúc, Hậu chủ đầu hàng, Quý Hán mất nước, không rõ kết cục của Diêm Vũ ra sao, khả năng là đã tử trận.

## TrongTam quốc diễn nghĩa
Trong tiểu thuyết Tam quốc diễn nghĩa, Diêm Vũ xuất hiện ở hồi 115, được mô tả là một kẻ vô năng, không có công lao gì, có được địa vị cao nhờ nịnh bợ Hoàng Hạo. Hoàng Hạo đề nghị dùng Diêm Vũ thay Khương Duy đánh Ngụy, Hậu chủ bèn ép Khương Duy rút quân về, làm lỡ mất thời cơ. Sau đó Diêm Vũ nghe nói tướng Ngụy Đặng Ngải binh pháp lợi hại, liền khiếp đảm, không dám ra đánh.